# Partito Nazionale (Cile)
Il Partito Nazionale (in spagnolo Partido Nacional - PN) fu un partito politico cileno di orientamento nazionalista e conservatore operativo dal 1966 al 1994.

## Storia
Il partito si affermò attraverso la confluenza di tre distinti soggetti politici:
- Partito Liberale (Partido Liberal);
- Partito Conservatore Unito (Partido Conservador Unido);
- Azione Nazionale (Acción Nacional).

L'unificazione ebbe luogo con lo scopo di porre fine alla crisi in cui era incorsa la destra cilena a causa dell'ascesa del PDC, e del passaggio dei radicali allo schieramento di sinistra.
Il PN portò avanti una feroce opposizione al governo del presidente Frei, che accusava di essere un comunista camuffato.
In vista delle elezioni presidenziali del 1970, in cui appoggiò la candidatura dell'ex presidente Alessandri Rodríguez, il PN stilò un programma di riforma politica intitolato "La Nuova Repubblica", che prevedeva, tra l'altro, un aumento dei poteri del presidente, che avrebbe potuto sciogliere una volta il parlamento durante il proprio mandato, l'obbligo per i presidenti di rinunciare alla propria militanza partitica, e la riduzione del ruolo dello stato nell'economia.
Dopo la rottura tra i democristiani ed il presidente Allende, il PN formò un'alleanza con il PDC, il PADENA e radicali dissidenti per sfiduciare il governo in carica. La coalizione si sciolse dopo aver mancato l'elezione dei due terzi dei deputati, necessarî per sfiduciare Allende alle elezioni del '73. 
Alle elezioni parlamentari del 1969 ottenne il 20,8% dei voti e 34 seggi, mentre alle successive parlamentari del 1973 conseguì il 21,5% dei voti mantenendo 34 seggi.
In occasione delle elezioni generali del 1989, le prime dopo la fine della dittatura di Augusto Pinochet, il partito si presentò al di fuori dei principali schieramenti e si fermò allo 0,79%. Privo di visibilità, nel 1990 si fuse con Democrazia Radicale e con Avanzata Nazionale dando vita ad una nuova forza politica, «Democrazia Nazionale di Centro» (Democracia Nacional de Centro) che, nel 1991, riacquisì il nome di Partito Nazionale.
In vista delle elezioni generali del 1993 il partito si presentò nell'ambito dell'Unione per il Progresso del Cile, insieme a Rinnovamento Nazionale, Unione Democratica Indipendente, Unión de Centro Centro e Partido del Sur, ma non ottenne alcuna rappresentanza parlamentare.
Nel 1994 confluì nella summenzionata Unión de Centro Centro che, nella circostanza, assunse la denominazione di «Unión de Centro Centro Progresista»; quest'ultima, a sua volta, nel 1998 si fuse con l'«Unione di Centro Liberale» (Unión de Centro Liberal), riprendendo il nome di «Unión de Centro Centro» (dissoltasi nel 2002).

## Risultati
| Elezione          | Elezione | Voti    | %     | Seggi    |
| ----------------- | -------- | ------- | ----- | -------- |
| Parlamentari 1969 | Camera   | 480.523 | 20,82 | 33 / 150 |
| Parlamentari 1969 | Senato   | 173.386 | 17,23 | 5 / 30   |
| Parlamentari 1973 | Camera   | 780.480 | 21,51 | 34 / 150 |
| Parlamentari 1973 | Senato   | 417.311 | 18,97 | 4 / 25   |
| Parlamentari 1989 | Camera   | 53.819  | 0,79  | 0 / 120  |
| Parlamentari 1989 | Senato   | 43.741  | 0,64  | 0 / 38   |
| Parlamentari 1993 | Camera   | 2.688   | 0,04  | 0 / 120  |
| Parlamentari 1993 | Senato   | -       | -     | -        |